# انفجاری برگشته بی‌واک
انسدادی برگشته بیواک یک صامت است که در گفتار برخی از زبان‌های جهان به کار می‌رود. نماد این همخوان در الفبای آوانگاری بین‌المللی ⟨ʈ⟩ است.